# ژوکس‌ویدئو
ژوِی (فرانسوی: jeux vidéo؛ که پیش‌تر با عنوان ژوکس‌ویدئو یا ژوس‌وک نیز شناخته می‌شد) یک وبگاه فرانسوی است که به‌صورت نرم‌افزار نیز در دسترس می‌باشد و از سال ۱۹۹۷ در زمینهٔ بازی‌های ویدئویی تخصص فعالیت می‌کند. این وبگاه به‌عنوان ابزار اطلاع‌رسانی برای بازیکنان و توسط تیمی از ویراستاران طراحی شده است. ویراستاران این وبگاه به رویدادهای جهانی بزرگی همچون ای۳، نمایشگاه بازی توکیو، گیمزکام، هفتهٔ بازی پاریس سفر می‌کنند تا با تیم‌های توسعه دیدار کرده و بازی‌ها را در طول چرخهٔ عمرشان، از توسعه تا تجاری‌سازی، بررسی کنند.
ژوکس‌ویدئو محبوب‌ترین وبگاه اخبار بازی‌های ویدئویی در زبان فرانسوی است. رکورد بازدید این وبگاه به نمایشگاه ای۳ در سال ۲۰۱۳ بازمی‌گردد؛ در تاریخ ۱۱ ژوئن ۲۰۱۳، این وبگاه به اوج بازدیدهای خود با ۳۳ میلیون بازدید از صفحات خود رسید.

## تاریخچه
تاریخچهٔ این وبگاه به مجموعه‌ای از راهنماها و رمزهای بازی‌های ویدئویی در مینی‌تل، که پیش‌زمینه‌ای برای شبکهٔ جهانی وب بود، بازمی‌گردد. این وبگاه در سال ۱۹۹۵ توسط سباستین پیساوی، در دوران خدمت نظامی‌اش بنیان‌گذاری شد. با افزایش محبوبیت کار او، این مجموعه در سال ۱۹۹۷ به صورت یک وبگاه به نام ژوکس‌ویدئو. کوم منتقل شد. شرکت گیم‌لافت در سال ۲۰۰۰، ۸۰٪ از سهام این وبگاه را خریداری کرد، اگرچه پیساوی تا زمان خروجش در سال ۲۰۱۲، مدیریت آن را به‌صورت مستقل در دست داشت. شرکت های‌مدیا در سال ۲۰۰۶ این وبگاه را خرید و در سال ۲۰۱۴ آن را به قیمت ۹۰ میلیون یورو به وبدیا فروخت. پس از آن، وبدیا دفاتر این وبگاه را به پاریس منتقل کرد که منجر به ترک شغل چندین نفر از کارکنان شد. در اوت ۲۰۱۵، این وبگاه مورد حملهٔ سایبری قرار گرفت؛ مدیران اعلام کردند که هیچ اطلاعات خصوصی‌ای افشا نشده است اما همچنان به کاربران توصیه کردند که رمزهای عبور خود را تغییر دهند.

## انجمن‌ها
انجمن‌های ژوکس‌ویدئو باعث بروز جنجال‌ها و مشکلات حقوقی برای این وبگاه شده‌اند. این انجمن‌ها اغلب از نظر روحیه و فضای آزاد با ۴چن مقایسه می‌شوند و قوانین اندکی دارند. نشریات نوول اوبزرواتور و لوموند هر دو از این انجمن‌ها به دلیل بروز نفرت‌پراکنی و عدم رواداری انتقاد کرده‌اند.